# Genmei
Genmei (元明天皇?, Genmei Tennō; 661 – 722) è stata la quarantatreesima imperatrice del Giappone e la quarta donna che salì al trono del Giappone.

## Biografia
Era figlia dell'imperatore Tenji e moglie del principe Kusakabe (Kusakabe no miko) che fu il solo figlio di Tenmu e dell'imperatrice Jitō. Jitō fu anche nipote di Tenmu.
Dopo che suo figlio Monmu morì nel 707, salì al trono, sperando che suo nipote, il principe Obito, avrebbe regnato dopo di lei. Alla morte di Monmu, Obito aveva sei anni; perciò nel 715 cedette il trono alla sorella di Monmu, Genshō, perché Genmei era allora troppo vecchia e Obito ancora giovane. Obito sarebbe poi salito al trono nel 724.
Nel 710 trasferì la capitale del Giappone da Fujiwara-kyō a Heijō-kyō, l'odierna Nara.
Nel 712 il Kojiki, fatto compilare per ordine di suo nonno l'imperatore Tenmu, fu completato e presentato a corte da Ō-no-Yasumaro.